# 3時は!ららら♪
『3時は!ららら♪』（さんじは!ららら♪）は、2008年3月31日から2016年9月16日まで信越放送（SBCテレビ）で生放送されていたローカル番組。

## 概要
『信州まるごとワイド。キャッチ!』の後続番組。ターゲットは信州の主婦と謳っており、主婦層に向けたグルメ・健康・趣味・旅情報などを伝えた。番組タイトルの『ららら』は『LIVE』『LOVE』『LIFE』の頭文字。2016年9月16日、最終回を迎えた。総放送回数は2078回。オープニングおよびCM前のアイキャッチには、シーナ&ザ・ロケッツの『スイート・インスピレーション』が使用されていた。

## 放送時間
- 2008年3月31日 - 2009年3月27日：月 - 金曜・14:54 - 15:54（JST）
- 2009年3月30日 - 2011年7月1日：月 - 金曜・14:55 - 15:50（JST）
  - 月 - 木曜のみ14:49 - 14:55にて事前番組『もうすぐ!ららら♪』を放送のため、フライングスタート扱いとなる。なお、2010年9月27日からは『えなりかずき!そらナビ』（CBC制作）終了により金曜も14:49からのフライングスタート扱いとなる。
- 2011年7月4日 - 2015年10月2日：月 - 金曜・14:50 - 15:50（JST）
  - 『もうすぐ!ららら♪』が本番組と統合され、放送開始時間が繰り上がった。
  - 特番などで休止になることもある。
- 2015年10月5日 - 2016年9月16日：月 - 金曜・14:50 - 15:53（JST）

## 出演者

### アナウンサー
- 生田明子
- 飯塚敏文
- 宮入千洋
- 尾関雄哉
- 久野大地
- 山崎昭夫
- 岸田奈緒美（元SBCアナウンサー）
- 中澤佳子
- 牛山美耶子（元SBCアナウンサー）
- 高木直人（元SBCアナウンサー・報道記者）
- 官琳（元SBCアナウンサー）
- 久保田祥江（元SBCアナウンサー）
- 小松美帆（元SBCアナウンサー）

### レギュラー
- 島田秀平
- 西尾季隆（X-GUN）
- もう中学生
- にしおかすみこ
- メロディーきみえ
- 篠原菊紀（諏訪東京理科大学教授）
- 片山真人
- 波田陽区
- 板谷健太郎（弁護士）

### 過去の出演者
- 小澤吉則（長野経済研究所職員）
- 田中真弓（イメージコンサルタント）
- 凜華せら
- 肥野竜也